# Darja Olegowna Kruschkowa
Darja Olegowna Kruschkowa (russisch Дарья Олеговна Крушкова, engl. Transkription Daria Kruzhkova; * 7. Mai 1998) ist eine russische Tennisspielerin.

## Karriere
Kruschkowa begann mit sechs Jahren das Tennisspielen und spielt vorrangig Turniere der ITF Women’s World Tennis Tour, wo sie bislang fünf Titel im Einzel und sieben im Doppel gewinnen konnte.

## Turniersiege

### Einzel
| Nr. | Datum            | Turnier   | Kategorie   | Belag     | Finalgegnerin         | Ergebnis         |
| --- | ---------------- | --------- | ----------- | --------- | --------------------- | ---------------- |
| 1.  | 11. Juni 2017    | Minsk     | ITF $15.000 | Sand      | Albina Xabibulina     | 7:63, 6:3        |
| 2.  | 15. Juli 2018    | Almaty    | ITF $15.000 | Hartplatz | Walerija Selewa       | 6:0, 6:74, 6:1   |
| 3.  | 24. Februar 2019 | Schymkent | ITF W15     | Hartplatz | Anastassija Sacharowa | 6:3, 2:6, 6:1    |
| 4.  | 27. Oktober 2019 | Antalya   | ITF W15     | Hartplatz | Gabriella Taylor      | 6:0, 3:0 Aufgabe |
| 5.  | 3. November 2019 | Antalya   | ITF W15     | Hartplatz | Marija Tkatschowa     | 7:5, 5:7 7:61    |

### Doppel
| Nr. | Datum            | Turnier   | Kategorie   | Belag             | Partnerin           | Finalgegnerinnen                 | Ergebnis         |
| --- | ---------------- | --------- | ----------- | ----------------- | ------------------- | -------------------------------- | ---------------- |
| 1.  | 2. Juni 2017     | Niš       | ITF $15.000 | Sand              | Alena Fomina-Klotz  | Riya Bhatia Angelique Svinos     | 6:0, 7:5         |
| 2.  | 16. Juni 2017    | Minsk     | ITF $15.000 | Sand              | Ilona Kramen        | Wiktoryja Mun Wera Sakalouskaja  | 6:0, 6:3         |
| 3.  | 14. April 2018   | Schymkent | ITF $15.000 | Sand              | Walerija Pogrebnjak | Kyra Shroff Pranjala Yadlapalli  | 6:3, 5:7, [10:5] |
| 4.  | 13. Juli 2018    | Almaty    | ITF $15.000 | Hartplatz         | Xenija Palkina      | Mariana Dražić Walerija Selewa   | 7:63, 6:4        |
| 5.  | 10. August 2018  | Kasan     | ITF $15.000 | Sand              | Alena Fomina-Klotz  | Anna Jakowlewa Gjulnara Nasarowa | 6:2, 6:1         |
| 6.  | 1. Dezember 2018 | Milovice  | ITF $15.000 | Hartplatz (Halle) | Lara Salden         | Dagmar Dudlakova Joanna Zawadzka | 6:0, 6:2         |
| 7.  | 30. März 2019    | Tel Aviv  | ITF W15     | Hartplatz         | Vlada Katic         | Merel Hoedt Anna Sisková         | 6:3, 6:2         |